# Столкновение над Норуолком
Столкновение над Норуолком — авиационная катастрофа, произошедшая вечером в субботу 1 февраля 1958 года в Норуолке (пригород Лос-Анджелеса). В этот день в небе над городом столкнулись два американских военных самолёта — транспортный Douglas C-118A Liftmaster и патрульный Lockheed P2V-5F Neptune, которые затем рухнули на расположенный под ними город и разрушились. Всего жертвами происшествия стали 48 человек.

## Предшествующие обстоятельства
Douglas C-118A Liftmaster с регистрационным номером 53-3277 (заводской — 44648, серийный — 602, передан армии 5 августа 1955 года) был из 1611-го авиатранспортного крыла военно-воздушных сил США, что базировалось на авиабазе Макгуайр в штате Нью-Джерси. В тот вечер самолёт выполнял обратный военный рейс 30W/02 из Лонг-Бич (Калифорния), а на его борту находились 35 военных пассажиров и 6 членов экипажа. Командир корабля имел за плечами 7819 часов налёта, в том числе 1448 часов на Douglas DC-6 и его вариантах, в том числе и C-118 Liftmaster. Опыт помощника командира корабля был скромнее — 701 и 439 часов налёта соответственно. В 19:08 борт 53-3277 вылетел из Лонг-Бич и, выполняя визуальный полёт, направился в Нью-Джерси.
Одновременно с ним в 19:08 с авиабазы Лос-Аламитос в ночное небо вылетел патрульный бомбардировщик Lockheed P2V-5F Neptune с бортовым номером 127723 (заводской — 426-5054) из военно-морского флота. Самолёт выполнял учебный полёт по освоению пилотирования по приборам, а на его борту находились 8 человек.

## Столкновение
Через пять минут в 19:13 оба самолёта врезались друг в друга в ночном небе над пригородом Норуолк (округ Лос-Анджелес). При столкновении «Дуглас» разрушился ещё в воздухе, после чего упал на город. Его хвостовая часть пробила крышу на станции техобслуживания близ пересечения бульваров Фирестон (Firestone) и Пионер (Pioneer), а другая часть упала на стоянку перед местным зданием шерифа и взорвалась, при этом было подожжено подземное бензохранилище, снесён служебный гараж, а также уничтожены, либо сильно повреждены несколько автомобилей, включая гражданские. Все находящиеся в транспортном самолёте 35 пассажиров и 6 членов экипажа погибли.
«Нептун», в свою очередь, падая в северном направлении, врезался в карьер по добыче глины близ бульвара Норуолк и буквально через дорогу от пожарной станции в Санта-Фе-Спрингс. Мягкая глина несколько смягчила удар, благодаря чему три человека на борту выжили при падении, а один из них, 23-летний Лесли Ван Дик (англ. Leslie Van Dyke) и вовсе отделался только подвёрнутой лодыжкой, раной на ноге и несколькими синяками на лице и бедре. Однако по дороге в больницу один из этих трёх выживших умер от полученных травм. Также в результате происшествия погибла 25-летняя жительница Норуолка, домохозяйка Эдит Эрнандес (исп. Edith Hernandez), которая, услышав грохот над своим домом, выбежала наружу и побежала от взрыва по улице Джерси (Jersey Avenue), где её и настиг один из обломков от столкнувшихся самолётов.
Всего же в результате катастрофы погибли 48 человек, в том числе 7 женщин (6 на борту C-118 и 1 жительница города).

## Причина
Вероятной причиной катастрофы была названа банальная ошибка обоих экипажей, которые не проявили достаточной бдительности при выполнении визуальных полётов ночью и не предотвратили столкновение.

## Память
В 1961 году на месте, где произошло столкновение, был поставлен памятник, на котором были указаны имена всех 48 погибших в Норуолкской трагедии.

### Комментарии
1. ↑  Здесь и далее, возможно, указано Тихоокеанское время (PST).